# Milan Škampa
Milan Škampa (* 4. Juni 1928 in Prag, Tschechoslowakei; † 14. April 2018 ebenda) war ein tschechischer Bratschist und Musikpädagoge. 

## Leben
Milan Škampa 1941 studierte ab 1941 Violine bei Ladislav Černý am Prager Konservatorium. 1944 wurde er mit nur 16 Jahren Solist beim Tschechischen Rundfunk. Nach dem Krieg hatte er erste Erfolge in internationalen Wettbewerben, so in Berlin 1951. 
Im Jahr 1956 nahm er das Angebot des Cellisten Antonín Kohout an, im Smetana-Quartett Jaroslav Rybenský zu vertreten. Škampa musste relativ schnell von der Violine auf die Viola wechseln und schließlich erarbeitete er sich die Position eines der bekanntesten tschechischen Bratschisten.
Škampa lehrte an der Akademie der musischen Künste in Prag (Akademie múzických umění v Praze). 1975 wurde er zum Dozenten ernannt, 1990 zum Professor.
Er war der Bruder des Musikers Mirko Škampa.